# The Nest (Il nido)
The Nest (Il nido) è un film del 2019 diretto da Roberto De Feo.
Per la regia di questo horror, l'esordiente in un lungometraggio Roberto De Feo ha ottenuto una candidatura come miglior regista esordiente ai Nastri d'argento 2020.

## Trama
Di notte, un uomo cerca di fuggire con il proprio bambino, ma i due hanno purtroppo un terribile incidente. Molti anni dopo, si scopre che l'uomo è morto e suo figlio Samuel, ormai paraplegico, è tenuto rinchiuso in una villa da sua madre Elena, che lo educa in un modo rigido gestendo in tutto e per tutto la sua vita. La donna si occupa anche della sua istruzione; gli fa, tra le altre cose, da insegnante di pianoforte, e lascia che ogni altra persona che debba occuparsi delle loro necessità viva con loro nella tenuta; lo stesso vale per amici molto stretti e parenti. Il rigido equilibrio della casa è compromesso quando, durante la festa di compleanno di Samuel, la zia Carla racconta al ragazzo di cose legate alla vita fuori da quel posto: per questo la donna verrà punita da Christian, il medico della tenuta, che quasi la soffoca. Se non per questo avvenimento, tutto sembra procedere come la madre ha deciso.
Un altro imprevisto avviene quando un vecchio amico di famiglia, a cui la madre si ritrova impossibilitata a dire di no, chiede di accogliere la sua nipotina Denise nella tenuta, come nuova cameriera. La donna acconsente, ma vieta che la ragazza mantenga contatti diretti con suo figlio, la cui educazione dovrà mantenersi entro i rigidi paletti da lei stabiliti. Nonostante il veto, a poco a poco i due ragazzini iniziano a comunicare: Denise fa scoprire a Samuel la musica rock, a lui sconosciuta dal momento che sua madre gli consente di ascoltare soltanto musica classica, e inizia a istruirlo sul mondo al di fuori della tenuta, stupendosi soprattutto del fatto che Samuel non sappia sparare. La madre disapprova quanto accade e inizia a essere ancora più rigida con il figlio, costringendolo ad assistere alla macellazione di un animale e sottoponendolo in generale ad altre esperienze forti. Samuel incomincia a intuire che qualcosa non va, soprattutto quando scopre che uno dei garzoni della tenuta è muto, in conseguenza della decisione di sua madre di sottoporlo a un'estrema terapia elettro convulsivante da parte del medico, dal momento che "non le piaceva ciò che lui aveva da dirle".
Denise, dopo essere stata allontanata e tenuta lontano dalla villa, ritorna alla tenuta. La padrona sembra aprirsi alla relazione tra la giovane ragazza e suo figlio, e la riammette nella villa. Subito dopo, tuttavia, la ragazza viene narcotizzata dal medico e sottoposta a elettroshock: l'obiettivo, dopo varie sedute, è quello di renderla del tutto incapace di parlare ed esprimersi. Il tuttofare della villa, Filippo, scopre la crudele pratica a cui la ragazza è sottoposta, e si oppone a questa scelta confrontandosi con il medico, il quale è però soddisfatto nell’eseguire gli ordini della padrona. Il tuttofare compatisce i due ragazzi e decide di accompagnarli fuori dalla tenuta la notte successiva. Nella notte Filippo attua il piano di fuga insieme ai due ragazzi: narcotizza la padrona, poi scende in soggiorno e uccide il medico sparandogli. I due ragazzi, intanto, salgono sul furgone e si dirigono verso i cancelli della villa. La padrona, ripresa conoscenza, scende in soggiorno dove trova il cadavere del medico: capisce il piano di fuga e, disperata, inizia a gridare. Filippo si punta il fucile alla testa e si suicida.
Arrivati al cancello dalla tenuta, i due fuggiaschi vengono bloccati dai due garzoni; uno di essi tenta di sedurre Denise: l'uomo afferma infatti di essere in astinenza sessuale da molto tempo. La ragazza li uccide entrambi con un'arma da fuoco. Man mano che si allontanano dalla tenuta, Samuel nota che ciò che li circonda non è esattamente come egli si aspettava. Il motivo per cui sua madre aveva creato una società completamente chiusa e di stampo dittatoriale all'interno della tenuta era infatti fondato: la ragazza suona il clacson del furgone e dall'erba dei campi circostanti, a tal richiamo, si alzano in piedi delle creature umanoidi simili a zombie che portano sul corpo delle piaghe simili a quelle dell'uomo giunto alla villa insieme a lei.
Denise spiega a Samuel che ormai quelle non sono più persone e si uccidono solo con un colpo alla testa, rivelando che la società umana è stata colpita da un virus che trasforma gli esseri umani in zombie. Per questa ragione Elena aveva deciso di preservare sé e i suoi affetti dall'apocalisse in corso, in un modo drastico, ma che costituiva ai suoi occhi l'unica possibile soluzione; suo marito Riccardo, avendo però intuito che tale situazione non avrebbe potuto avere un esito positivo, aveva tentato di raggiungere un altro luogo sicuro insieme al figlio, ma era stato bloccato da uno dei dipendenti della madre. Quando gli zombie cominciano a marciare verso il furgoncino, la ragazza rimette in moto per poi partire verso una città segnata su una mappa trovata alla villa e appartenuta al vecchio amico di famiglia che l'aveva portata alla tenuta.
Nella villa la padrona, ormai rimasta sola, giace a terra immobile, con gli occhi aperti.

## Produzione
Le riprese del film si sono svolte nel Castello dei Laghi poco distante da Torino a partire dal 9 maggio 2019 e sono proseguite per quattro settimane.
Il budget totale di produzione è stato di 1,5 milioni di euro.

## Distribuzione
Il film è uscito in Italia il 15 agosto 2019, distribuito in circa 260 sale. Negli stessi giorni è stato anche proiettato in Piazza Grande a Locarno nell'ambito della settantaduesima edizione del suo festival, mentre nei mesi successivi è stato venduto in Francia, Spagna, Inghilterra, Scozia, Galles, Irlanda del Nord, Russia, Giappone, Polonia, Olanda, Belgio, Lussemburgo e Taiwan.

## Accoglienza

### Incassi
In Italia The Nest ha incassato un totale di 345.000 euro (fonte mymovies.it) risultando il secondo miglior film d'esordio italiano per il genere horror al box office Italia (fonte coming soon e cinetel). In Spagna ha incassato 227.565 mila euro totalizzando 34.246 spettatori durante il periodo Covid.
Nel primo fine settimana di programmazione nelle sale, il film si è piazzato al quinto posto della classifica del botteghino settimanale. Al film viene assegnato un giudizio di 6.2 su 10 su IMDb e 3.3 su 5 su cinematographe.it.
Il 21 gennaio 2021 il film è uscito al cinema in Spagna piazzandosi al quarto posto del box office, segnando il secondo miglior esordio per un'opera prima horror italiana al botteghino spagnolo, alle spalle di Suspiria di Luca Guadagnino.
Il film ha incassato globalmente 758352 €.

## Remake
La società di produzione americana Gotham Group ha acquistato i diritti per realizzare un remake del film.